# Waterdamp

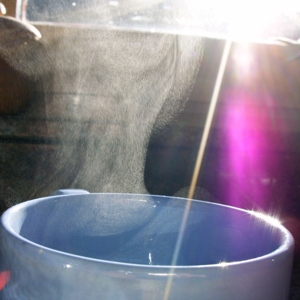
Condenserend water uit waterdamp boven een kop met heet water

Waterdamp is, in de natuurkunde, water dat zich in de gasfase bevindt. In de scheikunde wordt waterdamp aangeduid met H2O(g). Waterdamp in de lucht is, als vrijwel alle stoffen in de gasvorm, niet zichtbaar met het menselijk oog. De hoeveelheid waterdamp per volume-eenheid lucht is de luchtvochtigheid. Condensatie van waterdamp tot vloeibare, zichtbare druppeltjes, treedt op bij daling van de luchttemperatuur, doordat koudere lucht minder watermoleculen kan vasthouden; bij het dauwpunt raakt de lucht (over)verzadigd met watermoleculen. De losse watermoleculen gaan samenklonteren op in de lucht aanwezige, hygroscopische, vaste deeltjes of condensatiekernen: er ontstaat mist of bewolking. Boven een kop warme vloeistof condenseert water tot zichtbare, vloeibare condens (in het dagelijks taalgebruik 'damp'), doordat de omgevingstemperatuur onder het dauwpunt ligt (zie nevenstaande figuur). Lucht met een temperatuur onder het kookpunt van water, bevat een mengsel van gasvormig en vloeibaar water (condens). Bij gelijke temperatuur is waterdamp lichter dan lucht.

Faseovergangen en -toestanden van water

Johannes Diderik van der Waals ontdekte dat de kritische temperatuur van waterdamp 390 °C bedraagt; boven die temperatuur kan het 'watergas' zelfs door compressie niet meer vloeibaar gemaakt worden. Meer precies is de kritische temperatuur van water 647,096 K, dit is ~374 °C, bij een kritische druk van 22064 kPa (217,7 atm). De bijbehorende soortelijke massa bij het kritische punt is 322 kg/m3.

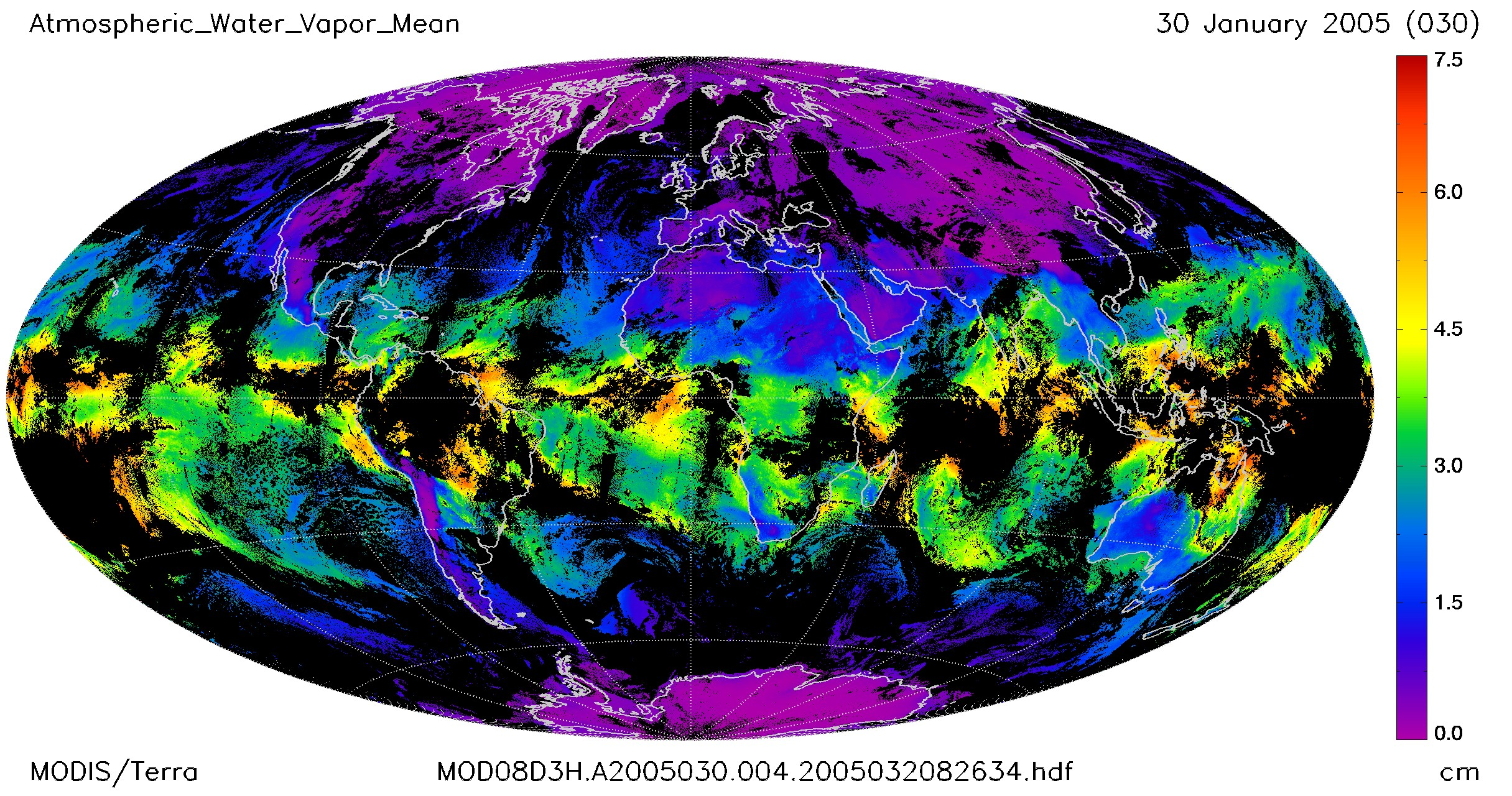
De gemiddelde hoeveelheid waterdamp in de aardatmosfeer in het jaar 2005

In de atmosfeer bevindt zich veel waterdamp. Waterdamp is een belangrijk broeikasgas en is essentieel in de waterkringloop. Aan de polen is de lucht droger dan rond de evenaar.